# 100 mètres masculin aux championnats du monde d'athlétisme 2023
Pour des articles plus généraux, voir Championnats du monde d'athlétisme 2023 et 100 mètres aux championnats du monde d'athlétisme.
Navigation
Eugene 2022 Tokyo 2025
L'épreuve du 100 mètres masculin des championnats du monde de 2023 se déroule les 19 et 20 août 2023 au sein du Centre national d'athlétisme à Budapest, en Hongrie.

## Minimas
La période de qualification est comprise entre le 31 juillet 2022 et le 30 juillet 2023. Le minima de qualification est fixé à 10 s 00.

## Résultats

### Tour préliminaire
| RanG | Série | Athlète                    | Pays                             | Temps | Notes |
| ---- | ----- | -------------------------- | -------------------------------- | ----- | ----- |
| 1    | 2     | Muhd Azeem Fahmi           | Malaisie                         | 10.24 | Q     |
| 2    | 1     | Emanuel Archibald          | Guyana                           | 10.27 | Q     |
| 3    | 4     | Ebrahima Camara            | Gambie                           | 10.32 | Q     |
| 4    | 2     | Imranur Rahman             | Bangladesh                       | 10.50 | Q     |
| 5    | 1     | Bence Boros                | Hongrie                          | 10.70 | Q     |
| 6    | 1     | Kin Wa Chan                | Macao                            | 10.79 | q     |
| 7    | 4     | Joseph Green               | Guam                             | 10.84 | Q, PB |
| 8    | 4     | Favoris Muzrapov           | Tadjikistan                      | 10.86 | q     |
| 9    | 3     | Onisio Pereia              | Mozambique                       | 10.89 | Q     |
| 10   | 3     | Alisher Sadulayev          | Turkménistan                     | 10.90 |       |
| 11   | 2     | Brandon Jones              | Belize                           | 10.94 | Q     |
| 12   | 3     | Melique Garcia             | Honduras                         | 10.96 |       |
| 13   | 1     | Terrone Webster            | Anguilla                         | 11.03 |       |
| 14   | 2     | Seco Camara                | Guinée-Bissau                    | 11.04 |       |
| 15   | 2     | Aayush Kunwar              | Népal                            | 11.07 |       |
| 16   | 3     | Melino Tafuna              | Tonga                            | 11.14 | PB    |
| 17   | 1     | Timur Isakov               | Kirghizistan                     | 11.22 | PB    |
| 18   | 2     | Winzar Kakiouea            | Nauru                            | 11.23 | PB    |
| 19   | 4     | Nujoom Hassan              | Maldives                         | 11.30 | PB    |
| 20   | 4     | Nathan Crumpton            | Samoa américaines                | 11.32 | SB    |
| 21   | 2     | Kylian Vatrican            | Monaco                           | 11.44 | SB    |
| 22   | 1     | Karalo Hepoiteloto Maibuca | Tuvalu                           | 11.55 | SB    |
| 23   | 3     | Manuihei Teaha             | Polynésie française              | 11.66 | PB    |
| 24   | 4     | Scott James Fiti           | États fédérés de Micronésie      | 11.69 |       |
| 25   | 3     | Ty'ree Langidrik           | Îles Marshall                    | 11.78 | PB    |
| 26   | 1     | Tauro Tiaon                | Kiribati                         | 12.00 | PB    |
| 27   | 3     | Said Gilani                | Afghanistan                      |       | DNF   |
| 28   | 2     | Dylan Sicobo               | Seychelles                       |       | DNS   |
| 29   | 4     | Oliver Mwimba              | République démocratique du Congo |       | DNS   |

### Séries
Les trois premiers de chaque série (Q) et les 3 meilleurs temps (q) se qualifient pour les demi-finales.
| Rang | Série | Athlète                   | Pays                      | Temps         | Notes |
| ---- | ----- | ------------------------- | ------------------------- | ------------- | ----- |
| 1    | 5     | Oblique Seville           | Jamaïque                  | 9.86          | Q, PB |
| 2    | 2     | Noah Lyles                | États-Unis                | 9.95          | Q     |
| 3    | 7     | Akani Simbine             | Afrique du Sud            | 9.97 [.967]   | Q     |
| 4    | 2     | Ferdinand Omanyala        | Kenya                     | 9.97 [.968]   | Q     |
| 5    | 7     | Christian Coleman         | États-Unis                | 9.98          | Q     |
| 6    | 5     | Fred Kerley               | États-Unis                | 9.99          | Q     |
| 7    | 1     | Zharnel Hughes            | Royaume-Uni               | 10.00         | Q     |
| 8    | 1     | Ryiem Forde               | Jamaïque                  | 10.01         | Q     |
| 9    | 6     | Abdul Hakim Sani Brown    | Japon                     | 10.07 [0.062] | Q, SB |
| 10   | 1     | Seye Ogunlewe             | Nigeria                   | 10.07 [0.068] | Q     |
| 11   | 3     | Raphael Bouju             | Pays-Bas                  | 10.09         | Q     |
| 12   | 3     | Eugene Amo-Dadzie         | Royaume-Uni               | 10.10         | Q     |
| 13   | 4     | Letsile Tebogo            | Botswana                  | 10.11 [0.102] | Q     |
| 14   | 4     | Rohan Browning            | Australie                 | 10.11 [0.103] | Q     |
| 15   | 6     | Rohan Watson              | Jamaïque                  | 10.11 [0.107] | Q     |
| 16   | 1     | Dominik Kopeć             | Pologne                   | 10.12         | q     |
| 17   | 3     | Emmanuel Matadi           | Liberia                   | 10.13         | Q     |
| 18   | 4     | Reece Prescod             | Royaume-Uni               | 10.14         | Q     |
| 19   | 6     | Marcell Jacobs            | Italie                    | 10.15         | Q, SB |
| 20   | 5     | Henrik Larsson            | Suède                     | 10.16 [0.156] | Q     |
| 20   | 6     | Brendon Rodney            | Canada                    | 10.16 [0.156] | q     |
| 22   | 2     | Usheoritse Itsekiri       | Nigeria                   | 10.17 [0.161] | Q     |
| 23   | 1     | Hassan Taftian            | Iran                      | 10.17 [0.163] |       |
| 24   | 3     | Benjamin Richardson       | Afrique du Sud            | 10.17 [0.167] |       |
| 25   | 3     | Cravont Charleston        | États-Unis                | 10.18 [0.175] |       |
| 26   | 6     | Rikkoi Brathwaite         | Îles Vierges britanniques | 10.18 [0.179] |       |
| 27   | 5     | Mouhamadou Fall           | France                    | 10.19         |       |
| 28   | 5     | Ebrahima Camara           | Gambie                    | 10.20 [0.192] |       |
| 29   | 7     | Emanuel Archibald         | Guyana                    | 10.20 [0.193] | Q     |
| 29   | 7     | Hiroki Yanagita           | Japon                     | 10.20 [0.193] | Q     |
| 31   | 4     | Shaun Maswanganyi         | Afrique du Sud            | 10.21         |       |
| 32   | 4     | Ryuichiro Sakai           | Japon                     | 10.22         |       |
| 33   | 4     | Cejhae Greene             | Antigua-et-Barbuda        | 10.23         |       |
| 34   | 5     | Paulo André de Oliveira   | Brésil                    | 10.25 [0.242] |       |
| 35   | 3     | Felipe Bardi              | Brésil                    | 10.25 [0.243] |       |
| 36   | 3     | Ján Volko                 | Slovaquie                 | 10.25 [0.250] |       |
| 37   | 1     | Tiaan Whelpton            | Nouvelle-Zélande          | 10.26 [0.254] |       |
| 38   | 2     | Samuele Ceccarelli        | Italie                    | 10.26 [0.255] |       |
| 39   | 4     | Muhd Azeem Fahmi          | Malaisie                  | 10.26 [0.259] |       |
| 40   | 2     | Jerome Blake              | Canada                    | 10.29         |       |
| 41   | 7     | Julian Wagner             | Allemagne                 | 10.31         |       |
| 42   | 6     | Terrence Jones            | Bahamas                   | 10.32         |       |
| 43   | 7     | Erik Cardoso              | Brésil                    | 10.36         |       |
| 44   | 2     | Emmanuel Eseme            | Cameroun                  | 10.41 [0.404] |       |
| 45   | 6     | Imranur Rahman            | Bangladesh                | 10.41 [0.409] |       |
| 46   | 7     | Markus Fuchs              | Autriche                  | 10.43         |       |
| 47   | 2     | Jake Doran                | Australie                 | 10.48         |       |
| 48   | 4     | Bence Boros               | Hongrie                   | 10.70         |       |
| 49   | 2     | Kin Wa Chan               | Macao                     | 10.83         |       |
| 50   | 7     | Joseph Green              | Guam                      | 10.91         |       |
| 51   | 5     | Brandon Jones             | Belize                    | 10.95         |       |
| 52   | 1     | Favoris Muzrapov          | Tadjikistan               | 10.99         |       |
| 53   | 3     | Onisio Pereia             | Mozambique                | 11.09         |       |
| 54   | 6     | Ronal Longa               | Colombie                  | 11.31         |       |
| 55   | 1     | Arthur Cissé              | Côte d'Ivoire             | 11.58         |       |
|      | 5     | Favour Oghene Tejiri Ashe | Nigeria                   | DQ            |       |

### Demi-finales
Les 2 premiers de chaque série (Q) et les 2 meilleurs temps accèdent à la finale.
| Rang | Série | Athlète                | Pays           | Temps | Notes  |
| ---- | ----- | ---------------------- | -------------- | ----- | ------ |
| 1    | 1     | Noah Lyles             | États-Unis     | 9.87  | Q, SB  |
| 2    | 2     | Christian Coleman      | États-Unis     | 9.88  | Q, SB  |
| 3    | 3     | Oblique Seville        | Jamaïque       | 9.90  | Q      |
| 4    | 2     | Zharnel Hughes         | Royaume-Uni    | 9.93  | Q      |
| 5    | 2     | Ryiem Forde            | Jamaïque       | 9.95  | q, PB  |
| 6    | 1     | Abdul Hakim Sani Brown | Japon          | 9.97  | Q, =PB |
| 7    | 3     | Letsile Tebogo         | Botswana       | 9.98  | Q      |
| 8    | 1     | Ferdinand Omanyala     | Kenya          | 10.01 | q      |
| 9    | 3     | Fred Kerley            | États-Unis     | 10.02 |        |
| 10   | 1     | Eugene Amo-Dadzie      | Royaume-Uni    | 10.03 |        |
| 11   | 2     | Emmanuel Matadi        | Liberia        | 10.04 |        |
| 12   | 1     | Marcell Jacobs         | Italie         | 10.05 | SB     |
| 13   | 1     | Rohan Watson           | Jamaïque       | 10.07 |        |
| 14   | 3     | Rohan Browning         | Australie      | 10.11 |        |
| 15   | 2     | Seye Ogunlewe          | Nigeria        | 10.12 |        |
| 16   | 3     | Emanuel Archibald      | Guyana         | 10.13 | PB     |
| 17   | 2     | Hiroki Yanagita        | Japon          | 10.14 |        |
| 18   | 1     | Dominik Kopeć          | Pologne        | 10.15 |        |
| 19   | 1     | Usheoritse Itsekiri    | Nigeria        | 10.19 |        |
| 20   | 3     | Raphael Bouju          | Pays-Bas       | 10.20 |        |
| 21   | 3     | Henrik Larsson         | Suède          | 10.20 |        |
| 22   | 3     | Brendon Rodney         | Canada         | 10.25 |        |
| 23   | 3     | Reece Prescod          | Royaume-Uni    | 10.26 |        |
|      | 2     | Akani Simbine          | Afrique du Sud | DQ    |        |

### Finale
Vent : - 0,0 m/s
| Rang               | Couloir | Athlète                | Pays            | Temps   | Notes     |
| ------------------ | ------- | ---------------------- | --------------- | ------- | --------- |
| Médaille d'or      | 6       | Noah Lyles             | États-Unis      | 9 s 83  | WL        |
| Médaille d'argent  | 3       | Letsile Tebogo         | Botswana        | 9 s 88  | (.873) NR |
| Médaille de bronze | 5       | Zharnel Hughes         | Grande-Bretagne | 9 s 88  | (.874)    |
| 4                  | 7       | Oblique Seville        | Jamaïque        | 9 s 88  | (.877)    |
| 5                  | 4       | Christian Coleman      | États-Unis      | 9 s 92  |           |
| 6                  | 8       | Abdul Hakim Sani Brown | Japon           | 10 s 04 |           |
| 7                  | 9       | Ferdinand Omanyala     | Kenya           | 10 s 07 |           |
| 8                  | 2       | Ryiem Forde            | Jamaïque        | 10 s 08 |           |

## Légende
Records et Performances
- AR : Record continental (area record)
- CR : Record des championnats (championship record)
- MR : Record du meeting (meet record)
- NR : Record national (national record)
- OR : Record olympique (olympic record)
- PR : Record paralympique (paralympic record)
- PB : Record personnel (personal best)
- SB : Meilleure performance personnelle de la saison (season's best)
- WL : Meilleure performance mondiale de l'année (world leader)
- WJR : Record du monde junior (world junior record)
- WR : Record du monde (world record)

Circonstances et Conditions
- DNF : N'a pas terminé (did not finish)
- DNS : N'a pas pris le départ (did not start)
- DQ : Disqualification (disqualification)
- NM : Aucun essai valable enregistré (No Mark)
- Q : Qualifié « directement » au prochain tour (ou à la prochaine compétition), lors d'une compétition majeure, grâce au classement ou à la réalisation des minima (automatic qualifier)
- q : Qualifié au prochain tour (ou à la prochaine compétition), lors d'une compétition majeure, grâce au repêchage ou à la réalisation de l'une des meilleures performances parmi celles des « non qualifiés directement » (grâce au meilleur temps ou à la meilleure distance par exemple) (secondary qualifier)